# Melathemma polita
Melathemma polita är en skalbaggsart som beskrevs av Bates 1870. Melathemma polita ingår i släktet Melathemma och familjen långhorningar. Inga underarter finns listade i Catalogue of Life.